# Štark Arena
El Štark Arena, antiguamente Kombank Arena (Комбанк арена, Kombank arena, en serbio), es un pabellón multiusos localizado en la ciudad de Belgrado, capital de Serbia. Diseñada para la realización de diversos eventos culturales y deportivos (incluyendo baloncesto, balonmano y tenis, entre otros), tiene una superficie total que supera los 48 000 m² y una capacidad que puede llegar hasta los 24.500 espectadores.
Su construcción comenzó en 1992 con el fin de ser sede del Campeonato Mundial de Baloncesto de 1994; sin embargo, los efectos de la Guerra de Yugoslavia en la economía serbia retrasaron el desarrollo del recinto y finalmente, producto de los embargos y sanciones establecidas contra la República Federal de Yugoslavia, el evento fue cancelado y la construcción temporalmente fue paralizada durante 1995. En 1998, las faenas comenzaron nuevamente para poder terminar el recinto antes de la realización del campeonato mundial de tenis de mesa, que sería cancelado debido al bombardeo de Belgrado producto de la Guerra de Kosovo.
Tras el derrocamiento de Slobodan Milošević (2000) y el fin de las sanciones impuestas contra Serbia, las labores para finalizar el estadio se retomaron. El recinto fue inaugurado el 31 de julio de 2004 y tuvo un costo estimado que superó los 70 millones de euros, que la convirtieron en una de las arenas más grandes de Europa.
Dentro de los principales eventos realizados en el recinto se encuentran el EuroBasket 2005, la final de la Copa Davis de 2010 donde Serbia conquistó su primera "Ensaladera", diversos campeonatos deportivos continentales y el Festival de la Canción de Eurovisión 2008.